# Petřvaldští z Petřvaldu
Petřvaldští z Petřvaldu (také Petržvaldští, Peteswaldský, z Peterswaldu nebo z Petrswaldu) byli starý moravský rod, nejdříve vladycký později panský. Jejich prvotním sídlem byl Petřvald, manství biskupství olomouckého v bývalém přerovském kraji. Majitelé Petřvaldu ve 14. století nenáleželi k tomuto rodu.

## Historie
Prvními předky byli Petr, držitel Košátek a Proskovec, a Jan, držitel Petřvaldu, v roce 1437. Na Petřvaldu sídlil v letech 1441–1466 Hanuš, který měl v erbu páva. Na Košátkách se vystřídali roku 1450 Jaroš a roku 1465 Jan. V letech 1470–1492 žil na Petřvaldě Jan starší a roku 1532 jeho syn Jan.
Nedlouho potom se připomínají bratři Jan, Bernart a Jetřich. Bernart koupil roku 1534 manství Zábřeh, které po něm vlastnil Jetřich. Ale později se dostalo do držení potomstva sestry Kateřiny, vdané za Jeronyma Syrakovského z Pěrkova. Po Bernartovi držel Jetřich také Račice, které koupil asi roku 1576, ale ty zdědil jeho syn Jan (Hanuš), kterého Bernart zplodil s Josefou Žabkovou z Limburka, Jan se stal královským radou a získal Petřvald, v letech 1610–1614 držel i Nový Světlov a od roku 1615 Kolštejn. Účastnil se povstání českých stavů, zvolili jej direktorem za rytířský stav, zasedal také v četných komisích. Po porážce na Bílé hoře mu byl zkonfiskován veškerý majetek, který kardinál Dietrichstein daroval olomoucké kapitule. V roce 1625 bydlel ještě v hejtmanském domě v Kroměříži.
Zchudlému rodu pomohl Bernart Diviš (Bernard Dionys, † 1644), jenž roku 1630 vyženil s Kunkou ze Zástřizl Buchlov a Žeravice. Před rokem 1638 nabyl Střílky. Působil jako královský rada, zemský soudce, v letech 1638–1642 vykonával funkci nejvyššího písaře na Moravě, od roku 1642 post dvorského sudího. Roku 1640 vydal výtah z Brněnského sněmu. Jejich syn Jan Zikmund koupil roku 1657 statek Roštín, také získal Horní a Dolní Moštěnici.
Majestátem ze 7. dubna 1650 povýšil do panského stavu Království českého, což bylo 24. července 1658 rozšířeno na starožitné rody. Jako otec se stal královským radou, zemským soudcem, hejtmanem hradištského kraje a zemřel roku 1688. Jeho synové Milota (Amand) Ferdinand a Jan Jetřich si rozdělili roku 1692 majetky. Milota Ferdinand dostal Dolní Moštěnici, Střílky a Roštín. 
Jan Jetřich Gerhart dostal Buchlov, Žeravice a Horní Moštěnici. Horní Moštěnici roku 1718 prodal, roku 1715 koupil Tovačov. Zemřel roku 1734. S první manželkou Anežkou Eleonorou Collonovou z Felsu založil kostel sv. Havla v Osvětimananech, na jehož portálu se dochoval jejich alianční erb. Zplodili syny Sigmunda Karla Gustava a Milotu Antonína. Milota Antonín zdědil roku 1724 po smrti strýce Miloty, jenž nezanechal dědice, všechno jeho jmění. Od otce dostal toho roku Tovačov. K tomu koupil roku 1739 Cetechovice a Dolní Moštěnici a roku 1745 přerovské panství. Zemřel roku 1762 bez potomků. Odkázal své jmění do potomstva svého bratra Sigmunda.
Sigmund držel Buchlov a zemřel v březnu 1751. Zanechal po sobě vdovu Gabrielu ze Schrattenbachu, která zemřela roku 1755 a s níž vychoval syna Bernarta Jana a dvě dcery. Bernart držel statky po otci i po strýci, ale zemřel již 15. května 1763. Nikdy se neoženil, a proto jím vymřel rod po meči. Tovačov a jiné statky, které někdy držel Milata, se dostaly skrze substituci do rodu hrabat z Kuenberka. Ostatní jmění se dostalo Bernartovým sestrám, Marii Terezii vdané Berchtoldové a Eleonoře, z nichž Marie Terezie se jich roku 1765 ujala a Eleonora obdržela v hotovosti peníze, byla svobodná a zemřela roku 1800, jí vyhynul rod i po přeslici.

## Erb
V erbu měli páva. Později nosili poloviční štít, pravé pole zlaté, levé pole modré a přes obě pole měli stříbrného páva.

## Příbuzenstvo
Spojili se s Colony z Felsu, Limburky, pány ze Zástřizl či Syrakovskými.